# Dešat
Dešat är ett berg i Albanien, på gränsen till Nordmakedonien. Det ligger i den nordöstra delen av landet, 70 km nordost om huvudstaden Tirana.